# Borodougou
Borodougou, également orthographié Bonadougou, est une commune rurale du département de Bobo-Dioulasso de la province du Houet dans la région des Hauts-Bassins au Burkina Faso.

## Géographie
Borodougou est située dans le 4e arrondissement du département de Bobo-Dioulasso, à 2 km de Yéguéresso et à 16 km du centre de Bobo-Dioulasso.

## Histoire
Louis-Gustave Binger y passe en avril 1888.

## Économie
L'économie de la commune est liée à l'exploitation de la carrière de sable, située à l'ouest du village, principalement pour les besoins en travaux publics de la ville de Bobo-Dioulasso. De plus  sa localisation le long de la route nationale 1 sur l'axe menant à Bobo-Dioulasso permet des échanges commerciaux.

## Éducation et santé
Le centre de santé et de promotion sociale (CSPS) de Yéguéresso est le centre de soins le plus proche de Borodougou.